# Estação Ferroviária de Évora

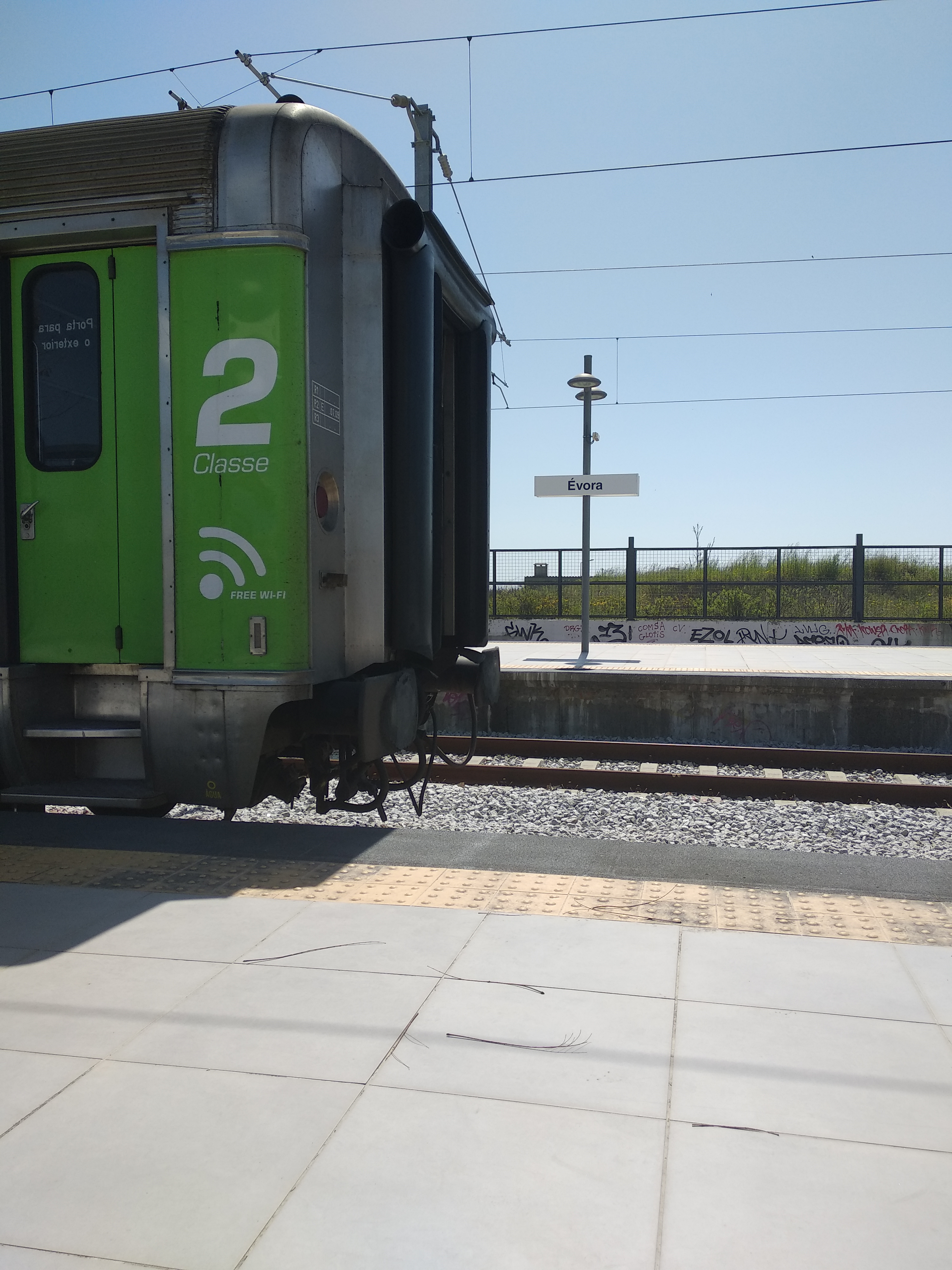
Intercidades na Estação de Évora, em 2018.

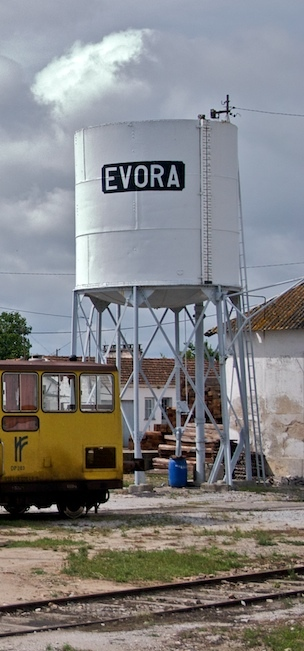
Torre de tomada de água da estação de Évora, em 2008

A Estação Ferroviária de Évora, originalmente denominada de Evora, é uma gare da Linha de Évora, que serve a cidade de Évora, em Portugal. Funcionou igualmente como ponto de entroncamento com os Ramais de Reguengos e Mora, já encerrados. Os primeiros planos para trazer o comboio até Évora iniciaram-se ainda na década de 1840, mas só na década seguinte é que foram lançados os concursos para uma linha férrea até Évora, a partir da Margem Sul do Tejo. A estação de Évora foi inaugurada em 14 de Setembro de 1863. O lanço seguinte da Linha de Évora, até Vale do Pereiro, entrou ao serviço em 1871, em 1908 foi concluído o Ramal de Évora a Mora, e em 1927 o ramal de Évora a Reguengos de Monsaraz.

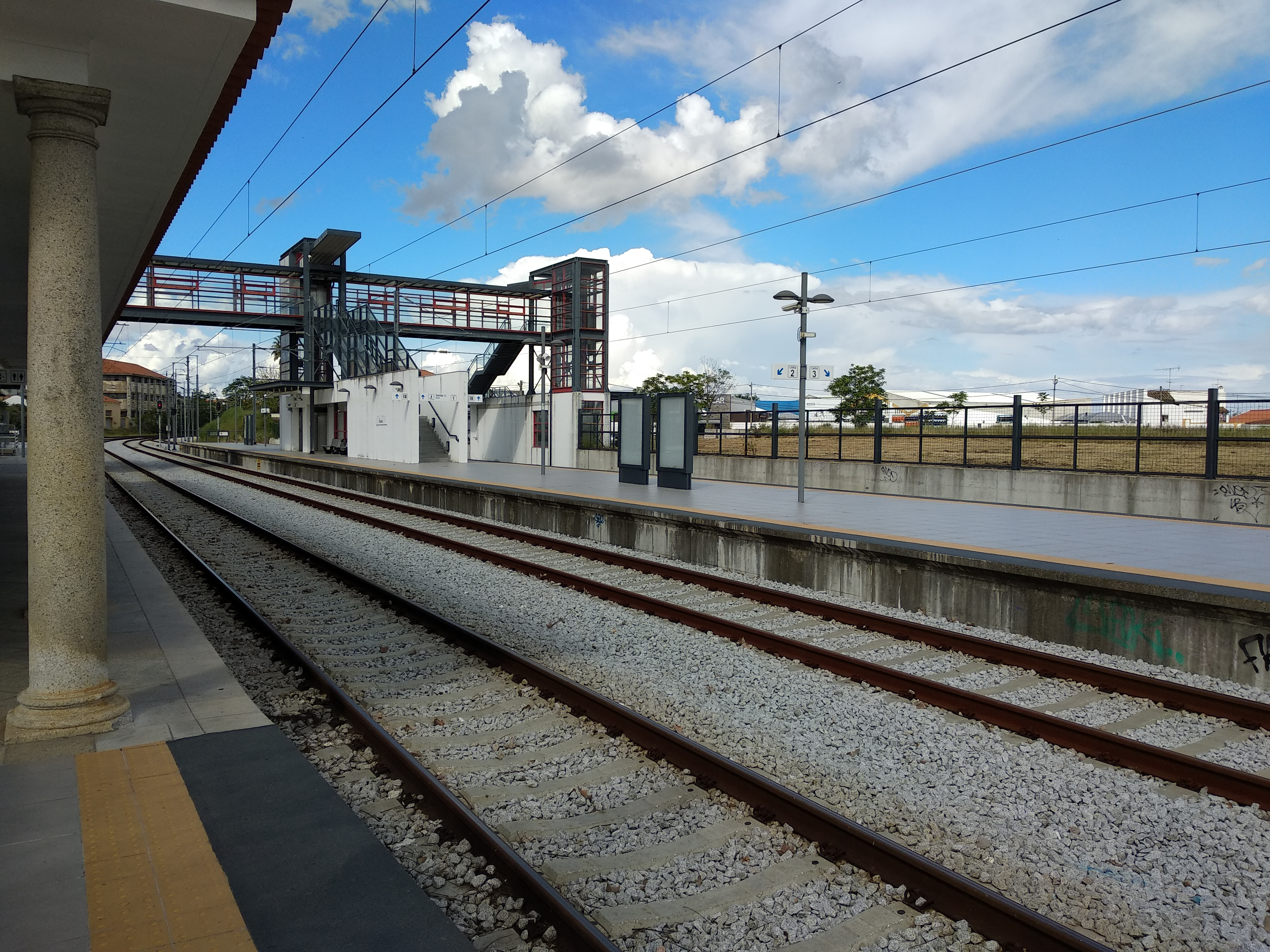
Vias e plataformas, em 2018

## Descrição

### Localização, acessos e infraestrutura

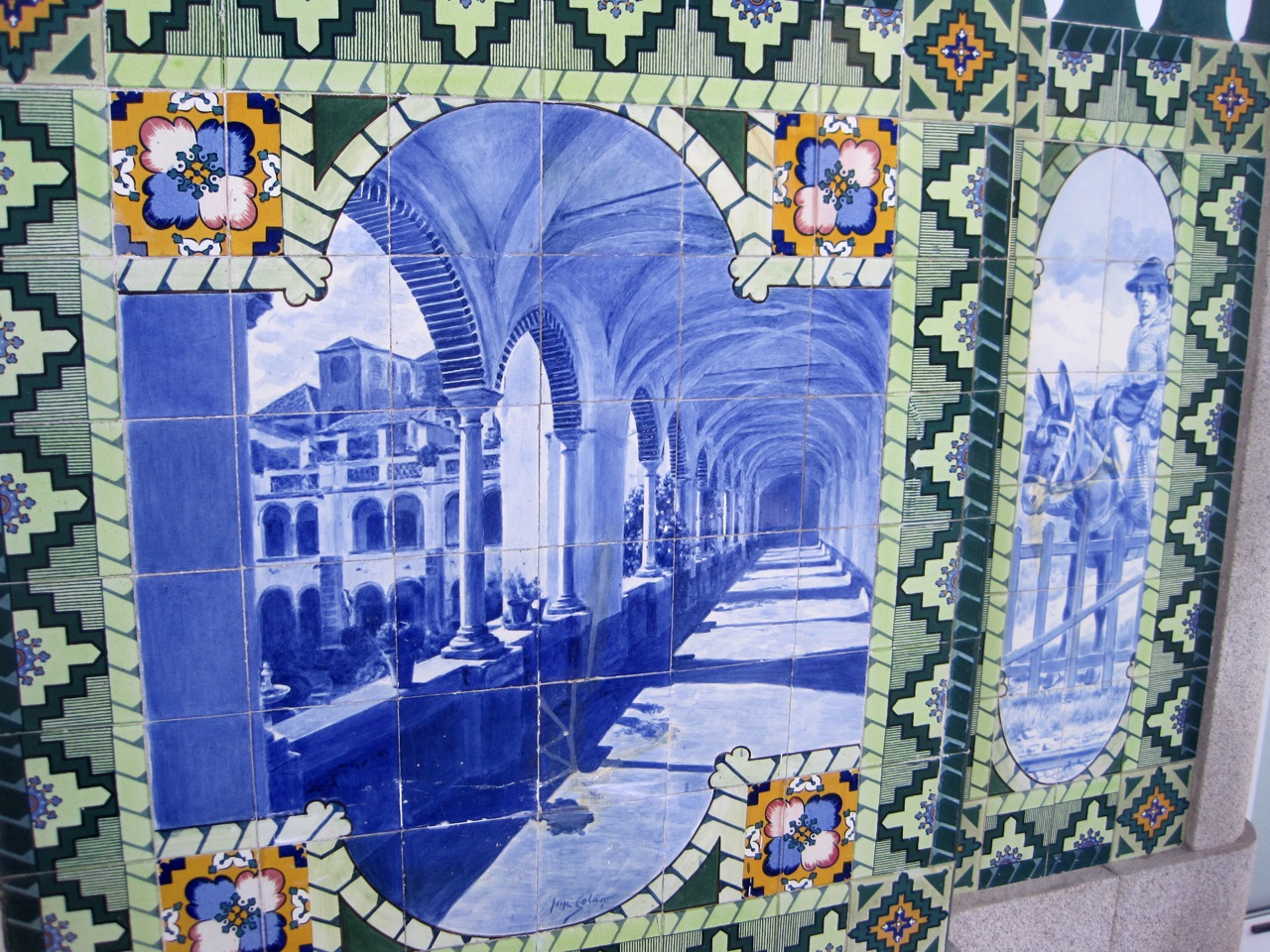
Painel de azulejos na Estação de Évora

Esta interface tem acesso pelo Largo da Estação, na cidade de Évora.
Em Janeiro de 2011, a estação ferroviária de Évora contava com três vias de circulação, duas com 462 m de comprimento, e a terceira com 379 m; as plataformas tinham todas 40 cm de altura, e 155 e 75 m de comprimento.

### Azulejos
A estação de Évora está decorada com azulejos, que foram instalados pelo pintor Jorge Colaço.

## História

### Século XIX

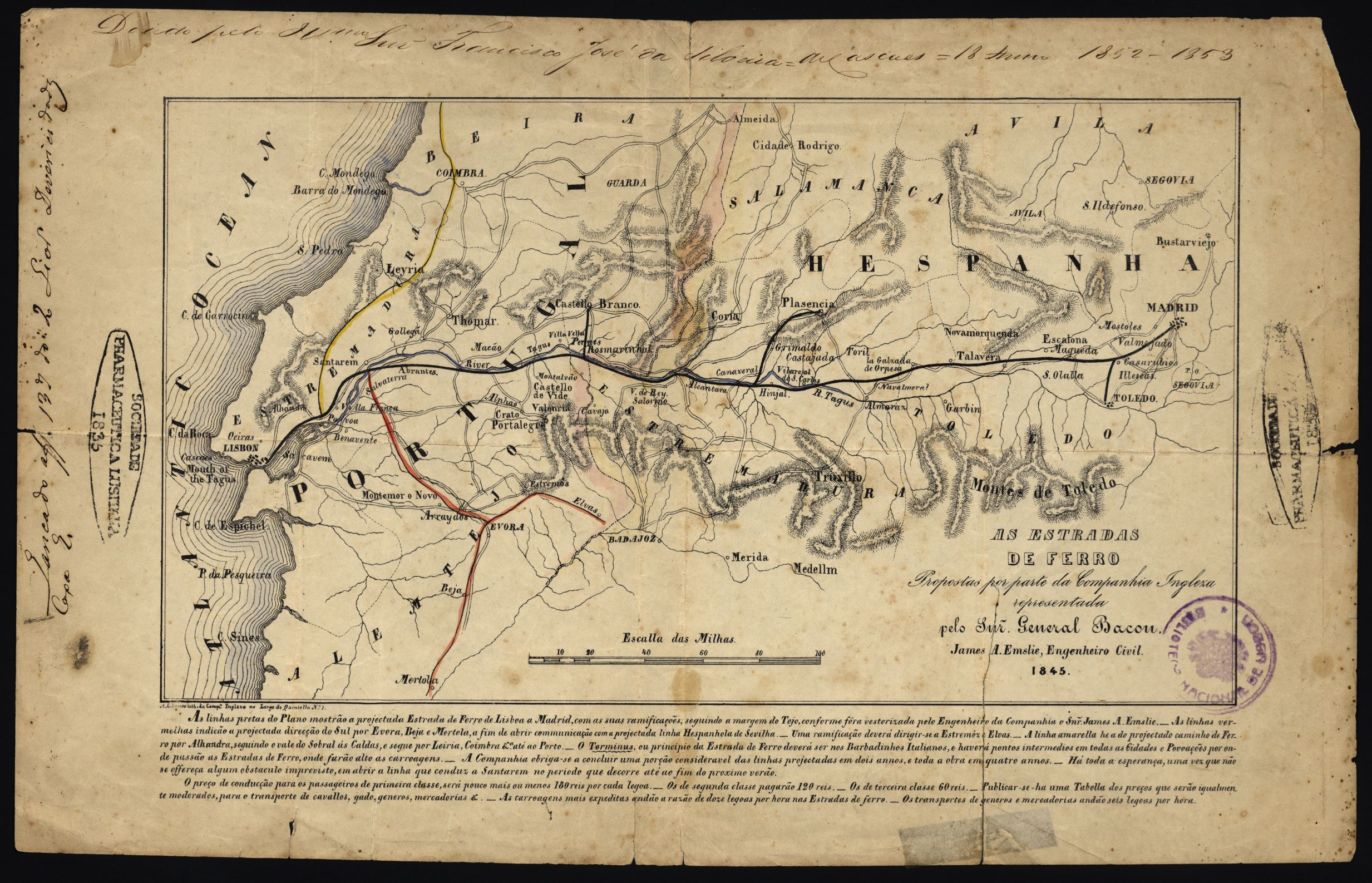
Mapa com os planos ferroviários de 1845, incluindo parte da linha de Santarém a Sevilha, por Évora, Beja e Mértola, e o seu ramal até Elvas

#### Antecedentes
Em meados do século XIX, a região do Alentejo tinha grandes problemas nas suas comunicações, que impediam o seu desenvolvimento. Devido à situação quase totalmente interior da região, e à falta de rios navegáveis, o principal meio de transporte eram as vias rodoviárias, que apresentavam no entanto grandes deficiências, enquanto que os veículos, a tracção animal, eram caros e lentos. Por exemplo, um dos principais eixos de transporte na região era a chamada Rota do Trigo, que levava os cereais desde a zona de Évora até Alcácer do Sal, onde as mercadorias eram levadas pelo Rio Sado até Setúbal, e depois pela navegação costeira até Lisboa. De forma a tentar melhorar as condições dos transportes, o governo lançou em 1845 os primeiros passos para a construção dos caminhos de ferro em Portugal, tendo sido propostas várias linhas, uma das quais ligava Évora a Mértola por Beja, com futura continuação até Sevilha, e com um ramal de Évora a Elvas por Estremoz. Estes projectos não chegaram a ser realizados, devido à instabilidade política e social verificada em 1846, tendo a Companhia sido liquidada apenas alguns anos depois.

#### Planeamento
Na década de 1850, o governo retomou os seus esforços para desenvolver os transportes em Portugal com a Regeneração, tendo dado um especial destaque à construção dos caminhos de ferro. Neste contexto, reiniciou-se o planeamento das vias férreas de Lisboa à cidade do Porto e para Espanha, tendo o engenheiro Wattier sido contratado em 1856 para estudar o traçado destas duas linhas. Uma das hipóteses para a linha de Lisboa à fronteira seria começar no Barreiro, passar por Vendas Novas, Montemor-o-Novo e Évora e terminar em Badajoz, com um ramal para Beja, que apesar de ser mais curta, criava o grave inconveniente de ter de se fazer o transbordo entre a cidade de Lisboa e a Margem Sul do Tejo. Além disso, encontrava terreno muito difícil na zona de Montemor e na Serra de Ossa, entre Redondo e Juromenha, pelo que o engenheiro Wattier rejeitou este traçado, preferindo em vez disso um percurso mais a Norte, por Santarém e Abrantes.
Entretanto, nesse ano também já se pensava em construir uma linha a partir da Margem Sul do Tejo, inicialmente baseada em Aldeia Galega do Ribatejo (Montijo), que deveria terminar em Vendas Novas, e que teria ligações para Évora, Beja e Setúbal. O ponto inicial do caminho de ferro foi depois mudado para o Barreiro. A construção dos caminhos de ferro no Alentejo foram separados em dois concursos distintos, tendo a Companhia Nacional de Caminhos de Ferro ao Sul do Tejo sido contratada para ligar o Barreiro a Vendas Novas. Em 16 de Julho de 1859, o Conselho de Obras Públicas e Minas apresentou ao governo o programa do concurso para a continuação da via férrea de Vendas Novas até Beja e Évora, que foi contratada com a Companhia dos Caminhos de Ferro do Sueste em 3 de Janeiro de 1860.
O caminho de ferro entre o Barreiro e Vendas Novas entrou ao serviço em 1861.

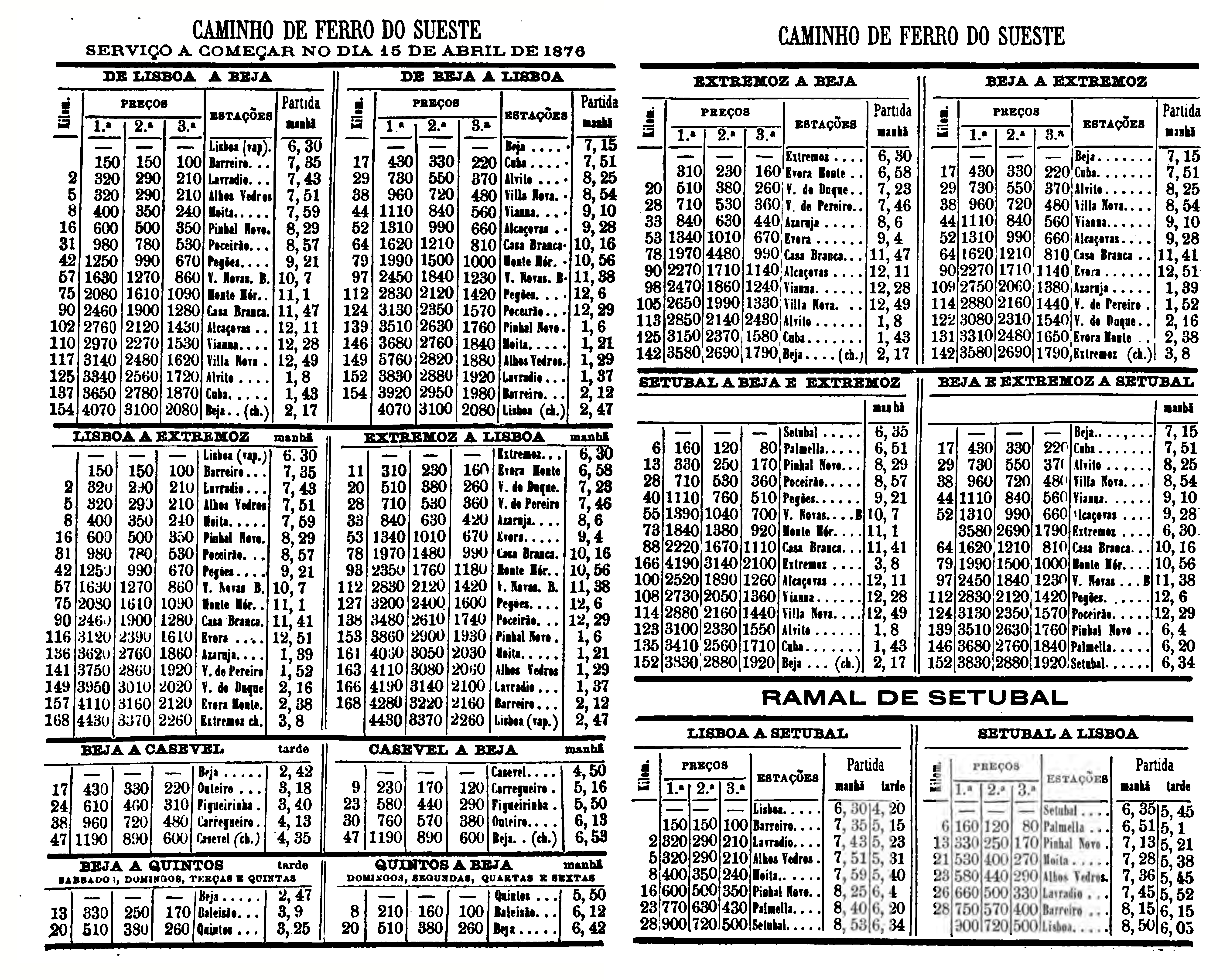
Horário de 1876 do Caminho de Ferro do Sueste. Esta estação surge com a denominação primitiva, Evora

#### Inauguração e primeiros anos
O primeiro lanço da Linha de Évora, entre Casa Branca e Évora, foi inaugurado em 14 de Setembro de 1863, pela Companhia do Sueste. Entrou ao serviço em conjunto com o troço entre Vendas Novas e Casa Branca da Linha do Alentejo. Estes dois lanços foram construídos logo de origem com bitola ibérica.
A construção da via férrea até Évora fez parte da primeira fase da instalação dos caminhos de ferro em Portugal, durante as décadas de 1850 e 1860.
A estação de Évora foi instalada a Sul da cidade, na zona do Rossio de São Brás, que com a instalação do caminho de ferro se tornou um dos mais importantes pólos para o desenvolvimento no exterior das muralhas, e uma das áreas de maior expansão urbana na transição para o século XX. A ligação entre a cidade e a estação era feita através da Avenida da Barahona, em redor da qual foram construídos três bairros, um deles para empregados dos caminhos de ferro. A influência da estação no desenvolvimento da cidade não se limitou ao Rossio de São Brás, tendo sido também responsável pela criação de uma nova centralidade urbana no centro da cidade, paralela à mais antiga.
Em 1864, a Companhia do Sueste foi contratada para prolongar a linha de Évora até ao Crato, projecto que posteriormente foi substituído por outros de Estremoz a Chança, e de Évora a Ponte de Sor e a Elvas.
Em 5 de Setembro de 1871, entrou ao serviço o lanço seguinte da Linha de Évora, até ao Apeadeiro de Vale do Pereiro. Em 21 de Dezembro de 1873, foi concluído o troço até Estremoz, e em Agosto de 1905 entrou ao serviço a via férrea até Vila Viçosa, concluindo a Linha de Évora.
Em 1876, o engenheiro Sousa Brandão criticou o percurso da Linha do Leste numa carta escrita à Associação dos Engenheiros Civis de Portugal, devido à passagem por Elvas, que foi exigida pelas autoridades militares devido à presença da base do exército, mas que levou a via férrea para terrenos mais difíceis. Assim, aconselhou que fosse construída uma nova via férrea até Badajoz, que saísse da Linha do Alentejo e passasse por Évora, Redondo, Bencatel, Alandroal, Juromenha, que reduziria a distância em relação a Lisboa e poderia atingir maiores velocidades, sendo por isso mais importante do que a Linha de Évora, que nessa altura já estava prevista terminar na Linha do Leste.
Em 16 de Abril de 1894, a Gazeta dos Caminhos de Ferro noticiou que já tinha sido apresentado ao governo o projecto para a ampliação do cais na estação de Évora. Em 10 de Agosto de 1897, o Ministro da Fazenda apresentou às Câmaras uma proposta de lei para o arrendamento das linhas então sob a jurisdição do Estado, incluindo a rede do Sul e Sueste, onde a estação de Évora se inseria. Um despacho de 14 de Abril de 1899 concedeu o transporte gratuito nas linhas do Sul e Sueste aos materiais e funcionários destinados à instalação de uma exposição agrícola em Évora, que seria realizada quando o rei fosse visitar a cidade, em Maio desse ano.

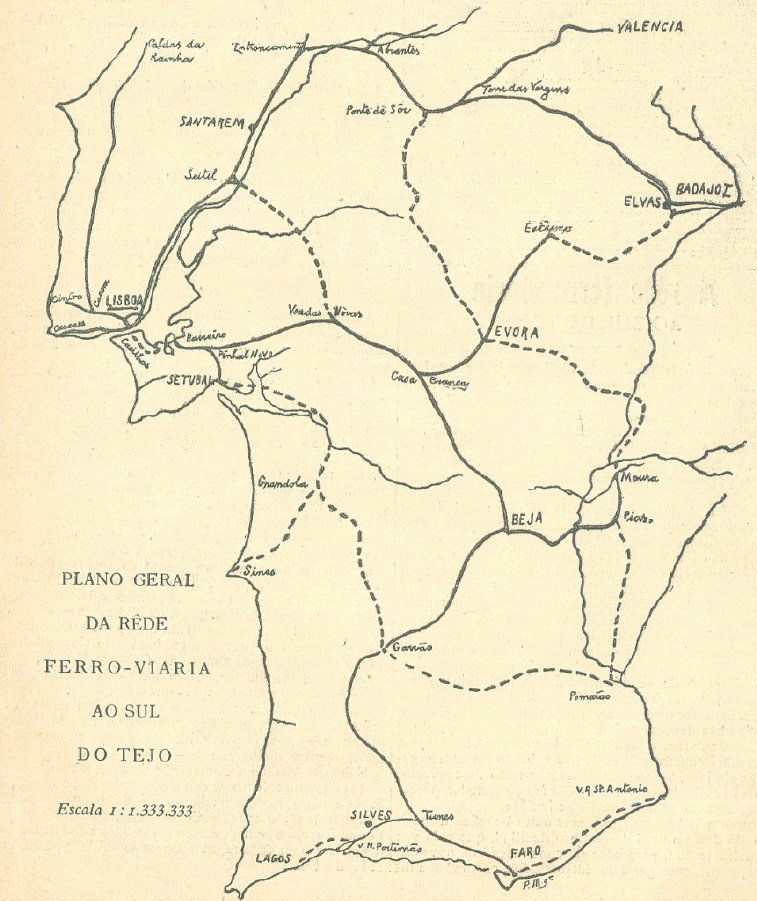
Mapa do Plano da Rede ao Sul do Tejo, mostrando os planos para duas linhas a partir de Évora, uma terminando em Ponte de Sor e outra em Mourão.

#### Ligação a Mora e a Reguengos de Monsaraz
Já em 1884, uma comissão luso-espanhola tinha acordado em construir uma linha de Évora a Zafra, passando por Cheles. Em dos troços que o governo foi autorizado a adjudicar para a construção e exploração em 10 de Agosto de 1897 era o de Évora à fronteira, na direcção de Zafra. Em 16 de Janeiro de 1899, a Gazeta dos Caminhos de Ferro noticiou que tinha sido aberto um inquérito administrativo para a apreciação do público sobre os projectos ferroviários dos Planos das Redes Complementares ao Norte do Mondego e Sul do Tejo, incluindo duas linhas com origem em Évora, uma até Ponte de Sôr e outra até Reguengos, que poderia ser depois prolongada até Espanha.
No entanto, este projecto contestado pelas autoridades militares, uma vez que facilitaria uma possível invasão, a Sul das posições defensivas da Serra de Ossa. Assim, no Plano Complementar ao Sul do Tejo, decretado em 1902, foi substituído pela Linha do Guadiana, que ligava Évora ao Pomarão, passando por Reguengos de Monsaraz.
A Gazeta dos Caminhos de Ferro de 16 de Maio de 1897 noticiou que o governo tinha autorizado o Barão de Matosinhos a construir vários caminhos de ferro no sistema americano, com a via assente sobre estrada. Uma das linhas propostas ligaria Évora a Mourão por Reguengos, utilizando a Estrada Real 20, enquanto que outra linha uniria Évora ao Alandroal por Redondo, seguindo a Estrada Real 69.
Uma lei de 1 de Julho de 1903 autorizou a construção da Linha de Ponte de Sôr. e em 16 de Novembro desse ano, a Gazeta informou que em breve seria apresentado o projecto definitivo para o primeiro lanço da linha de Évora a Ponte de Sor, entre Évora e Divor, e que deveria começar a ser construído desde logo. A primeira parte desta linha a entrar ao serviço foi de Évora até Arraiolos, que abriu em 21 de Abril de 1907. Por seu turno, a construção da linha até Reguengos de Monsaraz foi ordenada por uma lei de 24 de Abril de 1903, mas este ramal só foi concluído em 6 de Abril de 1927.

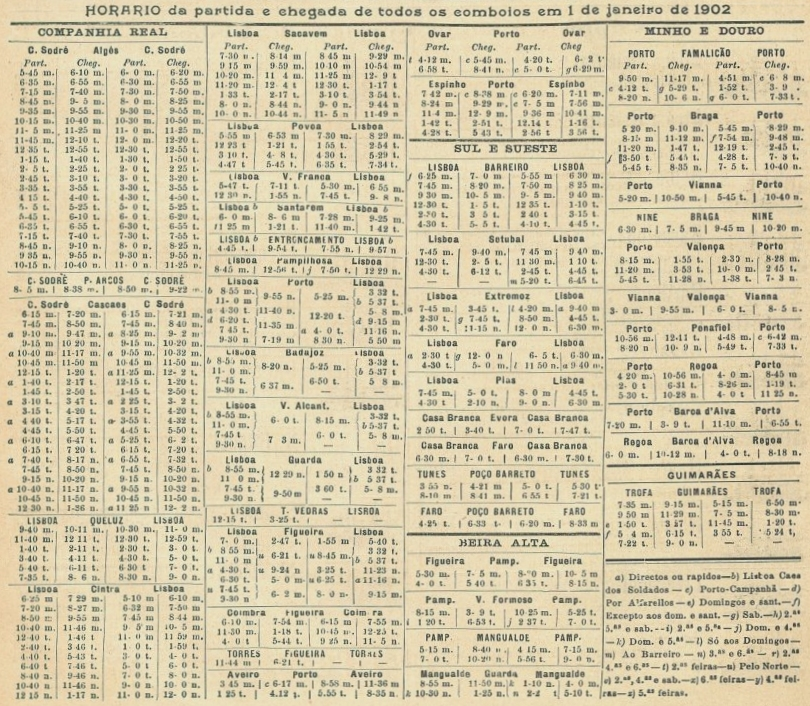
Horários em Janeiro de 1902, mostrando comboios de Lisboa (Barreiro) até Estremoz (Amexial) e de Casa Branca até Évora.

### Século XX

#### Década de 1900
Em 16 de Fevereiro de 1900, a Gazeta dos Caminhos de Ferro noticiou que o presidente da Câmara Municipal de Évora tinha enviado um telegrama de agradecimento ao pessoal da direcção do Sul e Sueste, por ter organizado o comboio que saía de Évora às 7:35, que era considerado muito útil para a cidade.

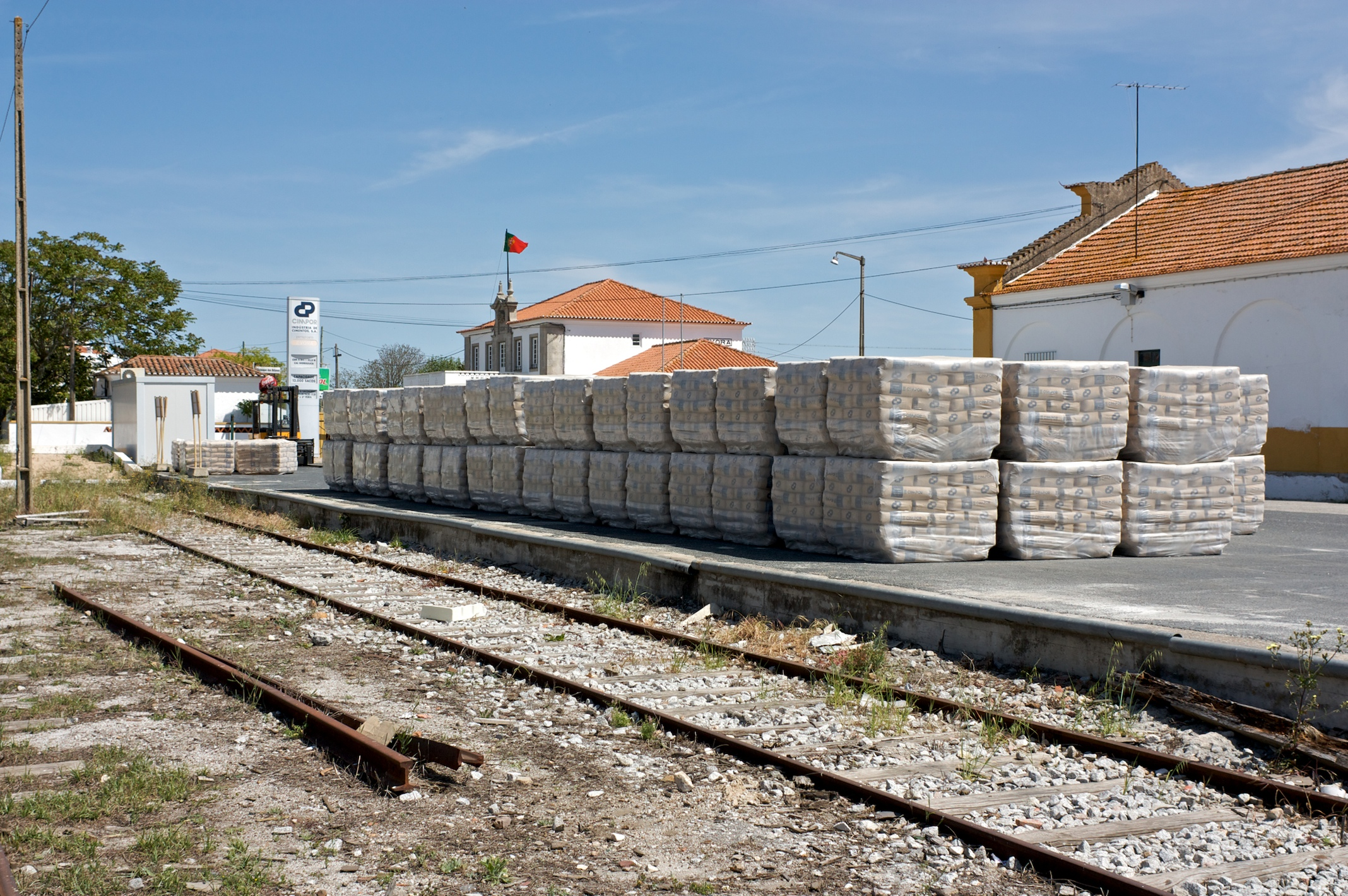
Mercadorias (cimento) na estação de Évora, em 2009

Em 16 de Março de 1903, uma portaria aprovou o projecto para a modificação da estação de Évora, uma vez que as instalações eram insuficientes para o movimento de mercadorias. Este documento foi elaborado pelo engenheiro-chefe de Via e Obras, Augusto Victor da Costa Sequeira, sob ordens do Conselho de Administração. Este projecto consistia na construção de um grupo de vias na zona Norte da estação, e de dois cais cobertos de 73 m x 10 m, seguidos de dois cais descobertos, separados por uma estrada de acesso com 10 m de largura, aproveitando para isso um terreno que já pertencia à administração. No lado Sul, as vias deveriam ser modificadas, e construída uma via perdida para o carregamento de cortiça. Não deveriam ser construídos quaisquer edifícios neste lado, uma vez que se previa que fosse ser alvo de profundas obras de modificação quando fosse concluída a ligação às Linhas de Ponte de Sôr e Reguengos de Monsaraz. Durante o Outono de 1903, João Franco fez várias viagens de comboio pelo país para fazer propaganda, tendo passado por Évora. Em 30 de Novembro desse ano, os Caminhos de Ferro do Estado realizaram o concurso para a empreitada n.º 3 das modificações da estação, correspondente à construção de muros dos cais e de vedação, e de canos sob os cais.
Em 16 de novembro de 1908, a Gazeta dos Caminhos de Ferro reportou que iria ser instalada a iluminação elétrica na estação de Évora.

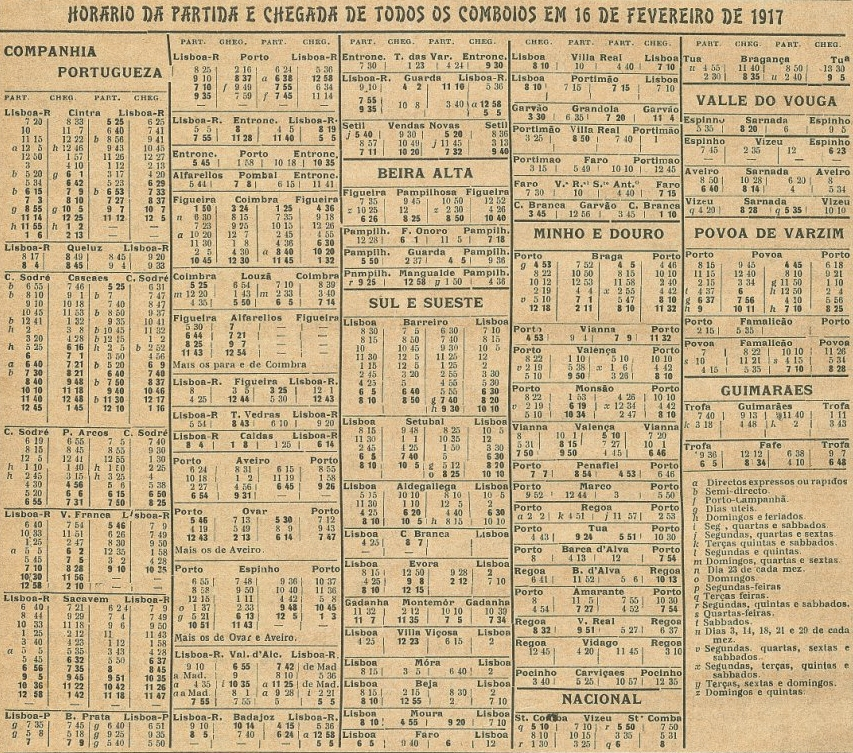
Horários dos comboios em Fevereiro de 1917, incluindo a Linha de Évora

#### Décadas de 1910 e 1920
Na madrugada de 8 de Janeiro de 1911, a população armada tomou a estação de Évora e prendendo todo o pessoal que estava ao serviço, que foi depois libertado devido à greve dos ferroviários. Em 14 de Maio desse ano, foi organizado um comboio especial até Évora, para transportar os participantes no IV Congresso Internacional de Turismo, e quando o comboio chegou, foi feito um cortejo desde a estação até ao edifício da câmara municipal, onde se deu a cerimónia de recepção no salão nobre.
Em 1913, existiam serviços de diligências ligando a estação de Évora a Redondo e Reguengos de Monsaraz.
Em 19 de Fevereiro de 1919, Sidónio Pais fez uma visita oficial a Évora, na posição de presidente da república. O programa da visita indicava que o comboio especial iria chegar às 13 horas à estação, sendo depois feita a recepção na câmara. Em 18 de Novembro desse ano, os empregados dos caminhos de ferro proclamaram em Évora o início da greve geral ferroviária.

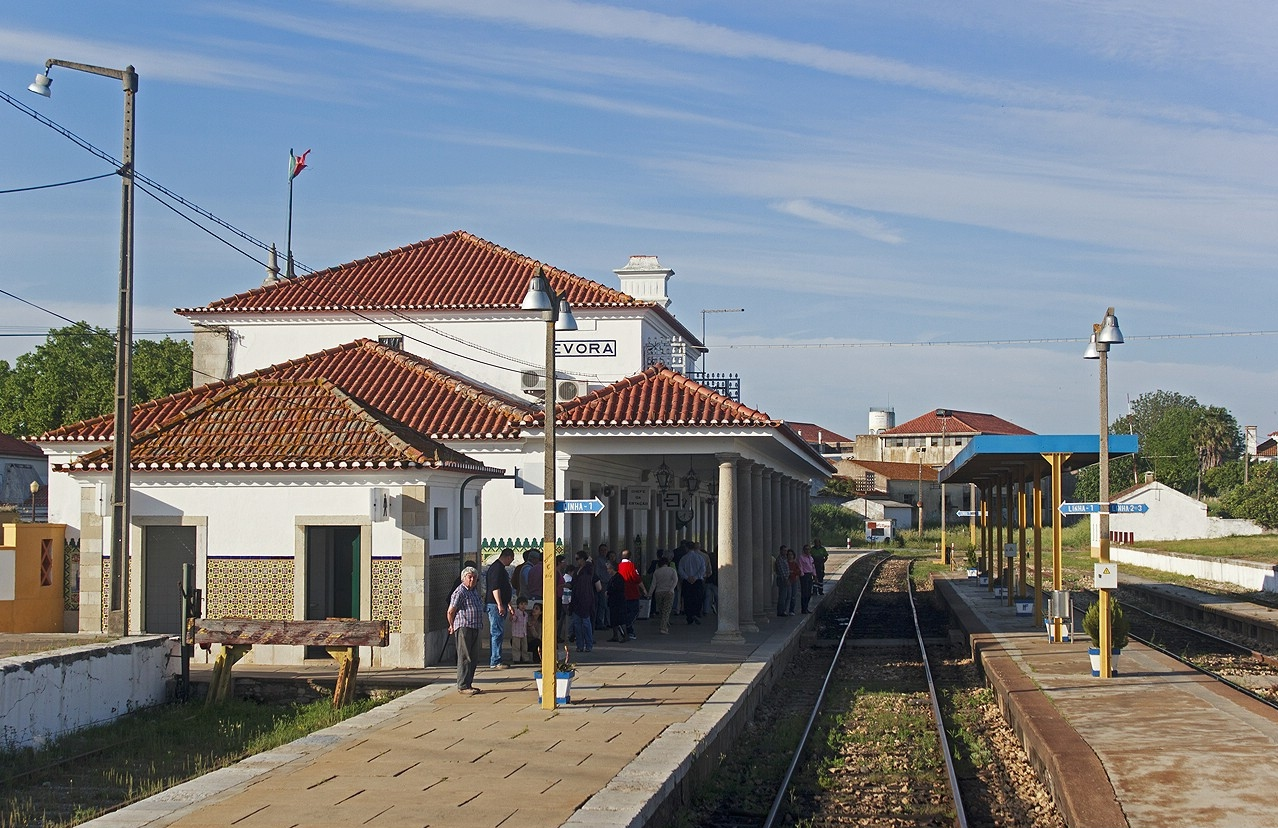
Vista do edifício principal, em 2010

Em 11 de Maio de 1927, a Companhia dos Caminhos de Ferro Portugueses passou a explorar as linhas dos antigos Caminhos de Ferro do Estado.
Durante a Primeira República, o comboio foi o principal meio de transporte para os excursionistas e outros visitantes da cidade, pelo que os guias turísticos normalmente colocavam a estação como ponto de partida nos seus itinerários.

#### Décadas de 1940 e 1950
Em 1 de Junho de 1940, a Gazeta informou que a Companhia dos Caminhos de Ferro Portugueses tinha iniciado um serviço de autocarros entre o Barreiro e Évora, para complementar os comboios. Em 16 de Junho, a Gazeta noticiou que já se tinham iniciado as obras de remodelação da estação de Évora, tendo sido já demolido um casarão junto ao edifício da estação. Em 21 de Janeiro de 1949, foi organizado um comboio especial para a inauguração do lanço entre Cabeço de Vide e Portalegre, transportando o Ministro das Comunicações e outros convidados, que parou na estação de Évora para receber o Governador Civil do Distrito, José Félix Mira.

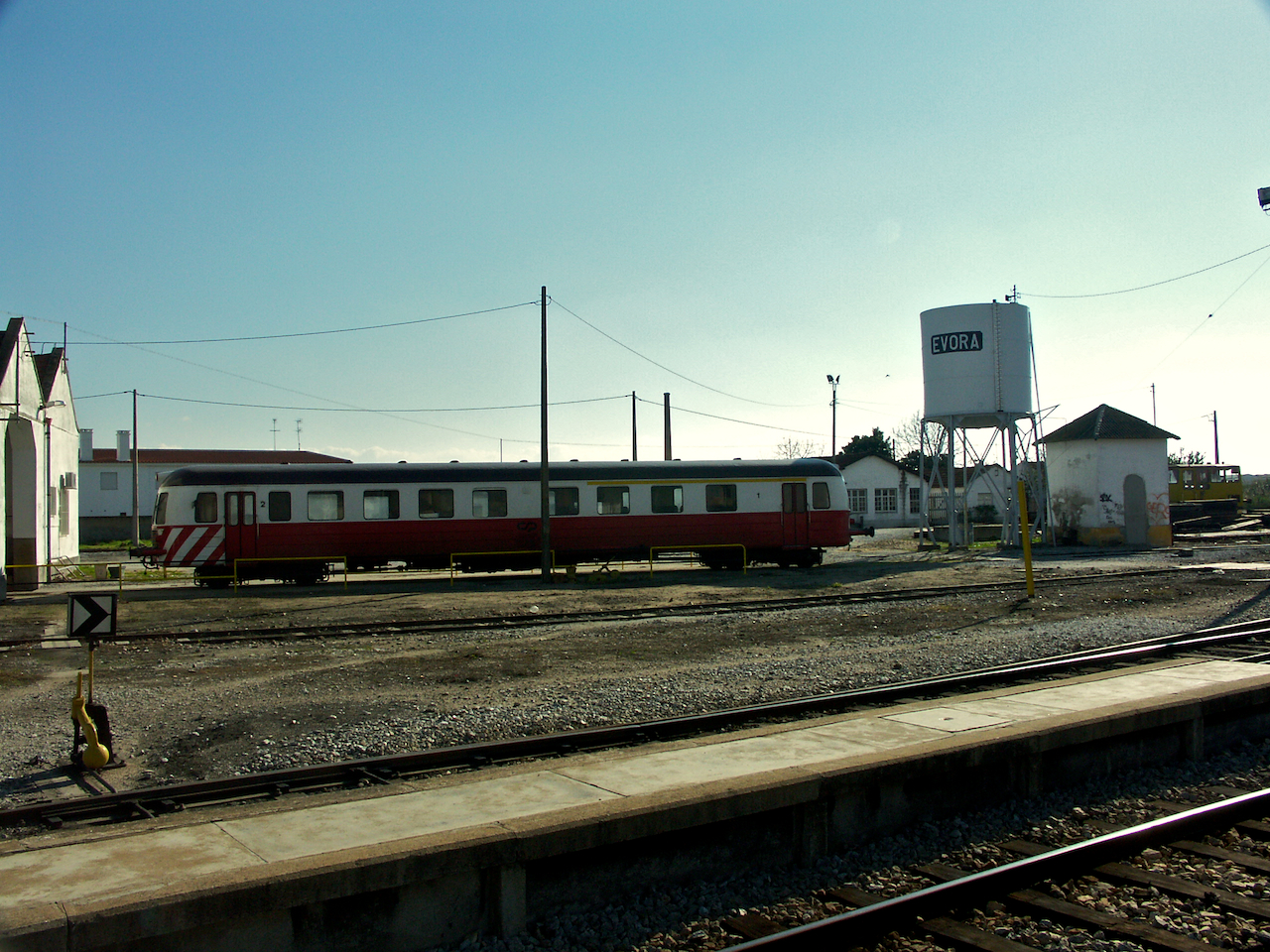
Automotora Nohab “longa”, que entrou ao serviço em 1948, circulando na estação de Évora, em 2004.

Um diploma publicado no Diário do Governo n.º 19, II Série, de 23 de Janeiro de 1950, autorizou o processo de expropriação de uma parcela de terreno com a superfície de 3:008,59 m², situada entre os quilómetros 116,305.00 e 116,424.92, para a construção de uma cocheira para automotoras na estação de Évora.
Na década de 1950, a Companhia dos Caminhos de Ferro Portugueses organizou vários comboios de excursões a vários pontos do país, conhecidos como Expressos Populares, que também passaram por Évora.
Num edital publicado no Diário do Governo n.º 31, III Série, de 7 de Fevereiro de 1955, a Companhia dos Caminhos de Ferro Portugueses informou que tinha pedido autorização para criar uma carreira de autocarros entre Évora e a Estação do Barreiro, passando por Lavradio, Alhos Vedros, Moita, Sarilhos Grandes, Montijo, Atalaia, Montemor-o-Novo e outros pontos. Um edital publicado no Diário do Governo n.º 38, III Série, de 14 de Fevereiro de 1956, informou que a companhia tinha pedido autorização para outra carreira de autocarros, ligando a estação de Évora ao Torrão, passando por Évora, Penedo da Cegonha, Pomarinho, escola de Mitra, Barrocal, Tourega, Tojal, Hospital, São Brás do Regedouro, Estação de Alcáçovas, e Alcáçovas.

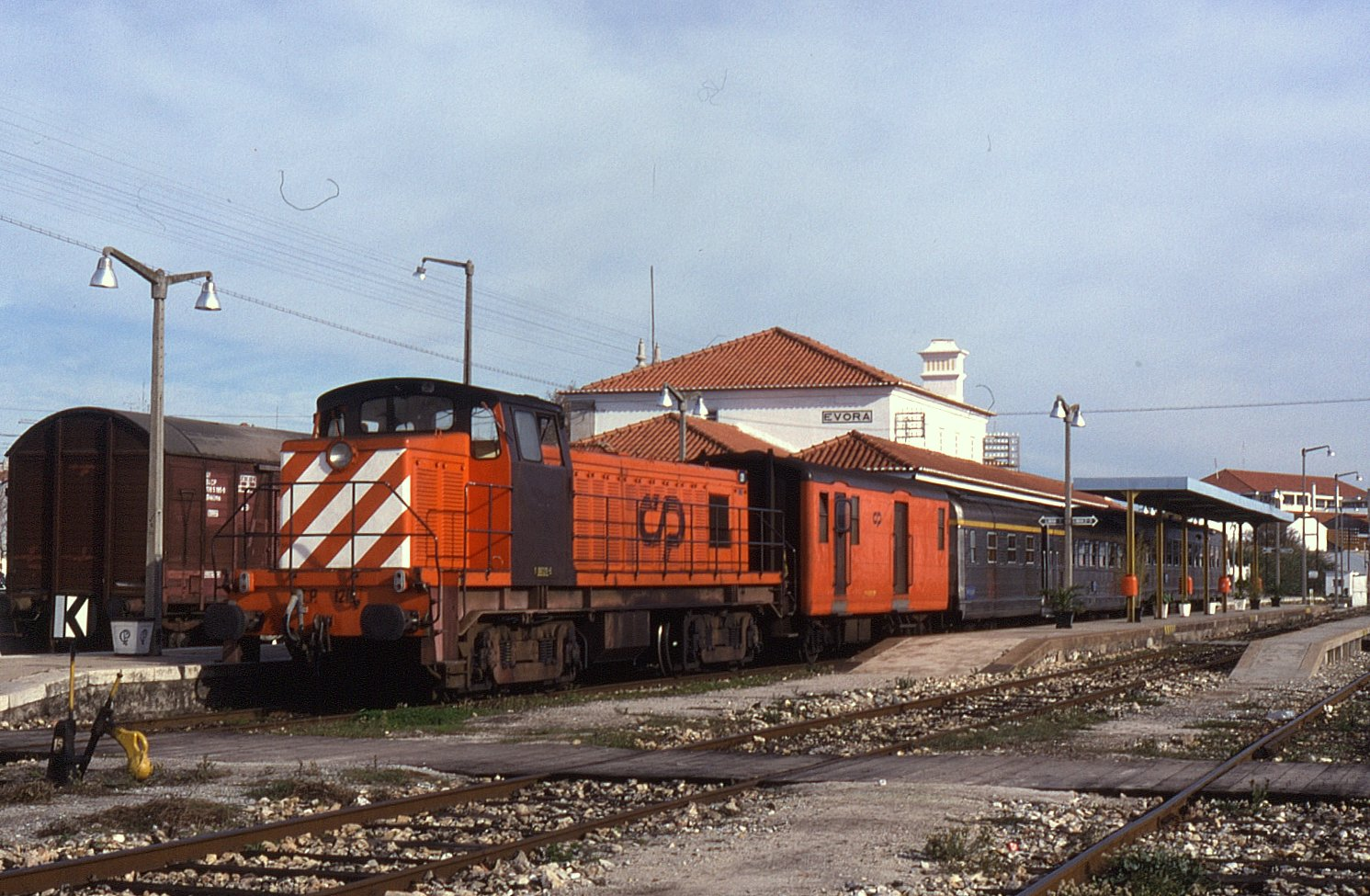
Estação de Évora, em 1993

### Década de 1990
Em 2 de Janeiro de 1990, foi encerrada a circulação de passageiros no lanço entre Évora e Estremoz, no âmbito de um plano de reestruturação da operadora Caminhos de Ferro Portugueses. Nesse ano, aquela empresa iniciou a circulação dos comboios Intercidades ligando as estações do Barreiro, Évora e Beja.

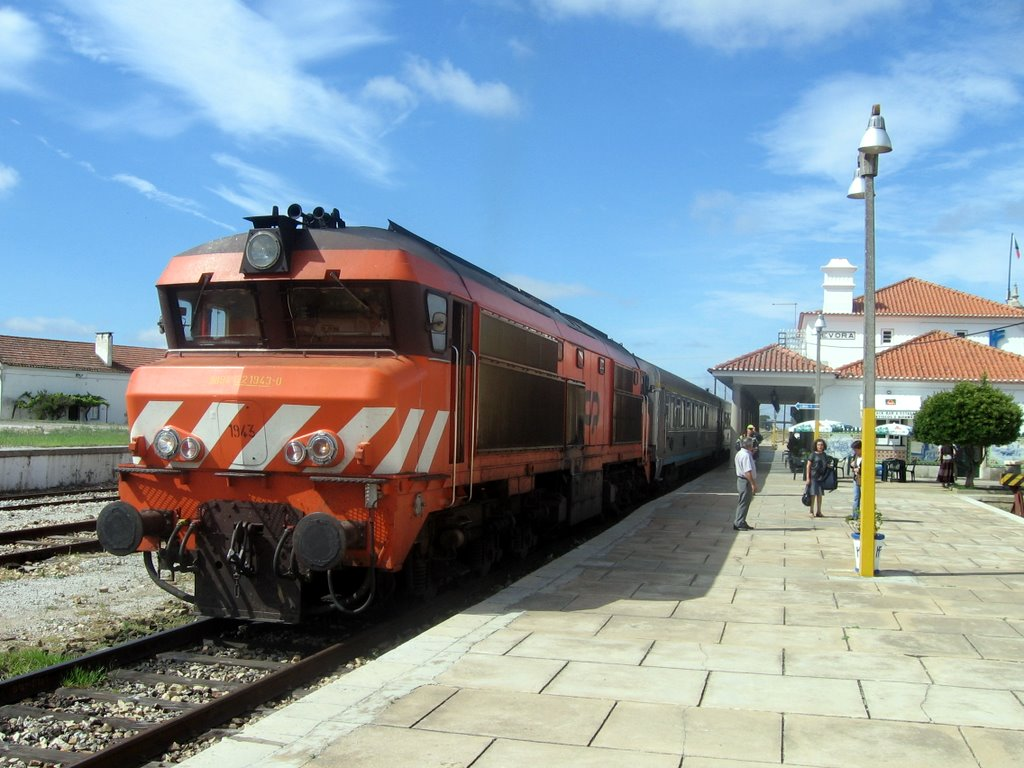
Comboio Intercidades na Estação de Évora, em 2007.

#### Modernização
Em 14 de Junho de 2010, a empresa Rede Ferroviária Nacional suspendeu a circulação dos comboios na Linha de Évora, para a realização de obras de modernização, que também englobou a estação de Évora. O tráfego ferroviário foi retomado em 24 de Julho do ano seguinte.